# Amphidelus dolichurus
Amphidelus dolichurus är en rundmaskart som först beskrevs av De Man 1876.  Amphidelus dolichurus ingår i släktet Amphidelus och familjen Alaimidae. Arten är reproducerande i Sverige. Inga underarter finns listade i Catalogue of Life.